# Altentreptow
Altentreptow est une ville d'Allemagne, située dans l'arrondissement du Plateau des lacs mecklembourgeois du land de Mecklembourg-Poméranie-Occidentale.

## Géographie
Altentreptow est située sur la Tollense et à cause de cela avant le 26 janvier 1939 le nom de cette ville a été Treptow an der Tollense (Treptow-sur-la-Tollense).

## Histoire
La ville fut mentionnée pour la première fois en un document officiel le 18 juin 1245.
Les quartiers d'Altentreptow sont Buchar, Friedrichshof, Klatzow, Loickenzin, Rosemarsow, Thalberg et Trostfelde.

## Personnalités liées à la ville
- Albert Grzesinski (1879-1947), ministre né à Altentreptow.
- Ilse Kaschube (1953-), kayakiste née à Altentreptow.
- Christine Wachtel (1965-), athlète née à Altentreptow.

## Jumelage
- Meldorf (Allemagne)